# Now This
Now This ist ein Jazzalbum von Gary Peacock. Die im Juli 2014 im Rainbow Studio, Oslo entstandenen Aufnahmen erschienen am 26. Mai 2015 auf ECM Records. Es war das vorletzte Album des Bassisten, der 2020 im Alter von 85 Jahren starb.

## Hintergrund
Diese Gruppe hat ihre eigene Geschichte, notierte Mark Sullivan. Peacock und der Pianist Marc Copland haben seit 2008 mehrmals zusammen aufgenommen, und alle drei Spieler haben in verschiedenen Kombinationen zusammengearbeitet.
Mit der Veröffentlichung von Now This dieses Gary-Peacock-Trios feierte ECM den 80. Geburtstag des Bassisten. In Begleitung des Pianisten Marc Copland und des Schlagzeugers Joey Baron erkundete der Bassist bekannte und neue Kompositionen. Seine Mitspieler trugen weitere drei Titel bei; von Baron stammt Espirit de Muse, And Now und Noh Blues steuerte Copland bei. Gaia erschien erstmals 1995 auf A Closer View mit Ralph Towner. Moor ist ein fester Bestandteil von Peacocks Repertoire – die Wurzeln des Stücks liegen in den 1960er Jahren, erschienen ist es zunächst auf dem dritten ECM-Album Paul Bley with Gary Peacock. Das Set endet mit Requiem, einer Melodie, die Peacock oft gespielt hat und zuerst in den 1970er Jahren mit dem Pianisten Masabumi Kikuchi und dem Schlagzeuger Masahiko Togashi aufgenommen hatte.

## Titelliste
- Gary Peacock Trio: Now This (ECM Records ECM 2428, ECM 471 5388)[3]
  1. Gaia (Gary Peacock), 6:39
  2. Shadows (Gary Peacock), 5:00
  3. This (Gary Peacock), 5:42
  4. And Now (Marc Copland), 4:31
  5. Esprit de Muse (Joey Baron), 6:13
  6. Moor (Gary Peacock), 5:13
  7. Noh Blues (Marc Copland), 5:45
  8. Christa (Gary Peacock), 4:39
  9. Vignette (Gary Peacock), 4:54
  10. Gloria’s Step (Scott LaFaro), 3:56
  11. Requiem (Gary Peacock), 4:47

## Rezeption
Thom Jurek verlieh dem Album in AllMusic vier Sterne und schrieb, die Präzision in seinem Spiel und sein unverwechselbarer Ton, der im Laufe der Jahrzehnte noch holziger geworden ist, deckt die Frontlinie ab, da Coplands knotige Akkorde eine harmonische Erweiterung bieten und Barons Verwendung des Backbeats Kraft erzeugt. Dies sei nicht nur ein hervorragendes Porträt des Bassisten im Winter [seines Lebens] – seine Fähigkeiten seien nach wie vor unvermindert –, sondern auch eine Übung in den Möglichkeiten des Klaviertrios im 21. Jahrhundert.

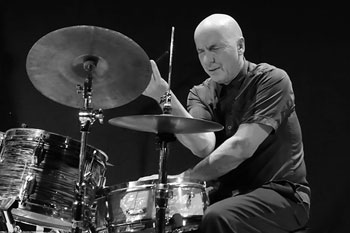
Joey Baron.2015

Nach Ansicht von Karl Ackermann, der das Album in All About Jazz rezensierte, sei das mit einem ganz anderen Trio als dem Keith Jarrett Trio Album Now This oft dunkel und lyrisch, mit einer ruhigen Erhabenheit. Schlagzeuger Joey Baron, der oft mit Paul Motian verglichen werde, habe noch nie so ähnlich geklungen wie Motian mit einer meisterhaft subtilen Note. Peacock, Copland und Baron entwickelten die Stücke fachmännisch, so dass trotz der überwiegend besinnlichen Stimmung nie sicher sei, in welche Richtung sich die Reise bewege. Dies sei eine zum Nachdenken anregende Sammlung von Stücken, die von brillanten Performern geschaffen wurde.
Ebenfalls in All About Jazz schrieb Mark Sullivan, hervorhebenswert sei insbesondere die Eröffnungsnummer Gaia. Es sei ein eingängiges, unvergessliches Thema und eine ausgezeichnete Wahl, um das Programm zu beginnen. Die vier neuen Stücke wiederum entsprächen etwas mehr dem erwarteten atmosphärischen ECM-Stil; Peacocks Shadows und This, Coplands And Now klängen so, „als ob sie aus derselben Feder stammen: Es ist ein egalitärer Gruppensound, bei dem alle Mitglieder in ein gleiches Gespräch verwickelt sind.“
Nach Ansicht von Thomas Conrad (JazzTimes) sind alle Stücke auf dem Album „wie die Enthüllung eines Peacock-Solos: sparsame, in sich geschlossene Figuren mysteriöser Erwartung. In seinen eindringlichen hohen Basslinien verweilend, lösen sich Melodien auf und tauchen wieder auf.“ Copland sei der richtige Pianist für ein Album, das sich über Atmosphäre und Stimmung definiert, so Conrad. Aber die Stille on seinem Spiel täusche. Seine verstreuten Fragmente und seine kontraintuitiven Akkorde erzeugten kontinuierliche subtile Ablenkungen. Auch Joey Baron agiere subtil und provokativ; er sei als Kolorist unverzichtbar.
John Fordham (The Guardian) merkte an, die drei Musiker spielten nicht wie ein normales Jazz-Piano-Trio und bevorzugen oft den tastenden Austausch von abgehackten Motiven und rätselhaften Erkundungen. Scott LaFaros Gloria's Step werde in der Bill-Evans-Trio-Form mit Wärme nachgebaut. Für diejenigen, die die damaligen Teilnehmer [der Session von 1961] kennen und lieben, sei dies faszinierend. Doch Neulinge auf dem Gebiet müssten möglicherweise zuerst ein wenig Zeit einplanen.
Kevin Whitehead (National Public Radio) meinte, Joey Barons Esprit De Muse zeige, wie gut die Spieler zusammenhalten, selbst wenn das Zusammenspiel locker sei oder wenn der Pianist Marc Copland gegen die Strömung schwimme. Das Trio balanciere geschickt Selbstbeobachtung und Tatendrang, und Joey Baron sei ein Claude Monet an den Besen. Gary Peacock und Marc Copland gehen Jahrzehnte zurück, so Whitehead, und hätten das gleiche Gespür für Harmonie, Melodie und rhythmischen Fluss. Marc Copland lasse viel Raum, damit Bass und Schlagzeug um ihn herum arbeiten können. Der Jazz liebe zwar seine reiche Vergangenheit, aber dieses ruhige Klaviertrio klinge nicht nach Vintage Bill Evans oder Vintage von irgendjemand anderem. Dieses kollektive Improvisieren sei „luftiger, das Swingen elastischer. Alles ist offener. Es geht nicht um Nostalgie“. Ein Hauptgrund, warum sich die Dinge geändert haben, meinte der Autor, sei die Art und Weise, wie Gary Peacock vor all den Jahren die Rolle des Bassisten verändert hätte.